# Pseudotetralobus australasiae
Pseudotetralobus australasiae là một loài bọ cánh cứng trong họ Elateridae. Loài này được Gory miêu tả khoa học năm 1836.